# Wjunky (obwód kirowohradzki)
Wjunky (ukr. В'юнки) – wieś na Ukrainie, w obwodzie kirowohradzkim, w rejonie nowoukraińskim. W 2001 liczyła 270 mieszkańców, spośród których 237 posługiwało się językiem ukraińskim, 19 rosyjskim, 13 mołdawskim, a 1 innym.